# 3776
3776（三千七百七十六、さんぜんななひゃくななじゅうろく）は自然数、また整数において、3775の次で3777の前の数である。 

## 性質
- 3776は合成数であり、約数は 1, 2, 4, 8, 16, 32, 59, 64, 118, 236, 472, 944, 1888,  3776 である。
  - 約数の和は7620。
- 37762 + 1 = 14258177 であり、n2 + 1 の形で素数を生む366番目の数である。1つ前は3774、次は3784。
- 各位の和が23になる83番目の数である。1つ前は3767、次は3785。
- 3776 = 26 × 59
  - 2つの異なる素因数の積で p6 × q の形で表せる18番目の数である。1つ前は3645、次は3904。(オンライン整数列大辞典の数列 A189987)

## その他 3776 に関連すること
- 日本最高峰の山である富士山の標高は3776メートル。
- その富士山にちなんで命名された静岡県富士宮市のローカルアイドル「3776（みななろ）」。
  - 同グループの1stアルバム「3776を聴かない理由があるとすれば」。